# Dilophus sexspinosus
Dilophus sexspinosus är en tvåvingeart som beskrevs av Hardy 1982. Dilophus sexspinosus ingår i släktet Dilophus och familjen hårmyggor. Inga underarter finns listade i Catalogue of Life.